# 도서인도아리아어군
도서인도아리아어군(Insular Indo-Aryans)은 인도아리아어군의 하위 언어이며, 싱할라어와 몰디브어가 여기에 속한 대표적인 언어이다.

## 분류
- 디베히어 (몰디브어)
- 싱할라어 (스리랑카어)
- 와니얄라아에토어 (베다어)